# Chad Cordero
Pour les articles homonymes, voir Cordero.
Chad Patrick Cordero (né le 18 mars 1982 à Upland, Californie, États-Unis) est un lanceur de relève droitier au baseball jouant en Ligue majeure de 2003 à 2010. 

## Carrière
Chad Cordero est un choix de première ronde des Expos de Montréal (20e joueur sélectionné au total) en 2003.
Il est rappelé des ligues mineures durant l'été 2003 et apparaît pour la première fois dans un match des majeures le 30 août. Il réussit son premier sauvetage en carrière en protégeant une victoire des Expos sur les Mets de New York le 18 septembre et est crédité de son premier gain deux jours plus tard, le 20 septembre, aussi contre les Mets.
Après avoir joué 12 matchs pour Montréal en 2003, Cordero fait partie de l'alignement régulier de l'équipe pour 2004. Faisant 69 apparitions au monticule, il présente une moyenne de points mérités de 2,94 en 82,2 manches lancées, remporte 7 victoires contre 3 défaites, et enregistre 14 sauvetages.
Le releveur droitier suit la franchise des Expos lors du transfert de celle-ci à Washington. Cordero représente les Nationals au match des étoiles en 2005. Il maintient une moyenne de points mérités remarquable de 1,82 en 74,1 manches, mène les Ligues majeures pour les sauvetages avec 47 et est nommé releveur de l'année dans la Ligue nationale. Il est le premier stoppeur des Nationals à remporter ce prix, et le second de la franchise (après Jeff Reardon pour Montréal). 
Cordero enregistre 29 sauvetages en 2006 et 37 en 2007. 

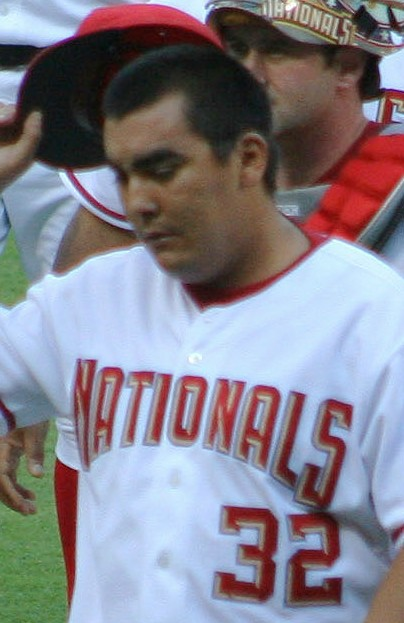
Chad Cordero.

En 2008, il se blesse à l'épaule et ne joue que 6 parties. La blessure nécessite une chirurgie et sa convalescence s'avère longue. Devenu agent libre à la fin 2008, il rejoint les Mariners de Seattle en mars 2009. Il passe toutefois la saison 2009 dans les ligues mineures, jouant peu et ne retrouvant pas suffisamment la forme pour revenir au niveau majeur.
Il signe en janvier 2011 un contrat des ligues mineures avec les Blue Jays de Toronto mais est retranché par l'équipe.